# رايموندو أورسي
رايموندو بيبياني أورسي (بالإيطالية:  Raimundo Bibiani Orsi)‏ (2 ديسمبر 1901 في أفييانيدا – 6 أبريل 1986) لاعب كرة قدم إيطالي ذو أصول أرجنتينية راحل كان يجيد اللعب في خط الهجوم .
لعب طوال مسيرته الرياضية في أندية إنديبندينتي (1920-1928) يوفنتوس (1928-1935) إنديبندينتي (1935) بوكا جونيورز (1936) بلاتينسي (1937-1938) ألماجرو (1939-1940) فلامينغو (1940) بينارول (1941-1942) .
لعب لصالح منتخب الأرجنتين 12 مباراة دولية مسجلا 3 أهداف من 1924 إلى 1928 ثم لعب لصالح منتخب إيطاليا 35 مباراة دولية مسجلا 13 هدف من 1929 إلى 1935 وقد شارك في بطولة كأس العالم لكرة القدم 1934 التي أقيمت في إيطاليا ثم لعب لصالح منتخب الأرجنتين مباراة دولية واحدة من دون أن يسجل أي هدف .

## روابط خارجية
- رايموندو أورسي على موقع الاتحاد الدولي (مؤرشف)  (الإنجليزية)
- رايموندو أورسي على موقع قاعدة بيانات كرة القدم.إي يو (الإنجليزية)
- رايموندو أورسي على موقع ناشيونال فوتبول تيمز (الإنجليزية)
- رايموندو أورسي على موقع عالم كرة القدم.نت (الإنجليزية)
- رايموندو أورسي على موقع أوليمبيديا (الإنجليزية)